# Julita (Leyte)
Julita (Bayan ng Julita) är en kommun i Filippinerna. Kommunen ligger på ön Leyte, och tillhör provinsen Leyte. Folkmängden uppgår till 2 096 invånare.

## Barangayer
Julita är indelat i 26 barangayer.
| - Alegria - Anibong - Aslum - Balante - Bongdo - Bonifacio - Bugho - Calbasag - Caridad - Cuya-e - Dita - Gitabla - Hindang | - Inawangan - Jurao - Poblacion District I - Poblacion District II - Poblacion District III - Poblacion District IV - San Andres - San Pablo - Santa Cruz - Santo Niño - Tagkip - Tolosahay - Villa Hermosa |